# Lenoir–Rhyne Bears
Los Lenoir–Rhyne Bears (Osos de la Universidad Lenoir-Rhyne) es el equipo deportivo que representa a la Universidad Lenoir-Rhyne ubicada en Hickory, Carolina del Norte en la NCAA Division II como miembro de la South Atlantic Conference son 22 secciones deportivas.

## Deportes
| Masculino        | Femenino      |
| ---------------- | ------------- |
| Béisbol          | Baloncesto    |
| Baloncesto       | Cross Country |
| Cross Country    | Golf          |
| Fútbol Americano | Lacrosse      |
| Golf             | Fútbol        |
| Lacrosse         | Softbol       |
| Fútbol           | Natación      |
| Natación         | Tenis         |
| Tenis            | Atletismo     |
| Atletismo        | Voleibol      |

### Béisbol
Lenoir–Rhyne ha tenido 7 selecciones del draft de le Major League Baseball desde 1965.
| Año  | Nombre          | Ronda | Equipo       |
| ---- | --------------- | ----- | ------------ |
| 1981 | Craig Corbett   | 10    | Expos        |
| 1991 | Steven Davis    | 31    | Cubs         |
| 1991 | Michael Tidwell | 25    | Cubs         |
| 1999 | Ralph Roberts   | 36    | Devil Rays   |
| 2000 | Ralph Roberts   | 32    | Diamondbacks |
| 2000 | Samuel Hewitt   | 28    | Athletics    |
| 2003 | Brad Nelson     | 10    | Braves       |
| 2017 | John Curtis     | 10    | Braves       |